# Папуня
Папуня (англ. Papunya) — малая община австралийских аборигенов, примерно в 240 км к северо-западу от Алис-Спрингс в штате Северная территория, Австралия. Известна как центр Современного искусства коренных народов Австралии, ведь именно тут в начале 1970-х годов зародилось движение Papunya Tula.
В 1980 году в Папуня была создана первая в мире аборигенская рок-группа, Warumpi Band.

## Демография
Большинство населения составляют народы луритя и пинтупи. По переписи населения 2016 года, в Папуня жили 404 человека, из которых 181 мужского пола и 224 — женского.
320 человек, то есть 76,4 % населения, — австралийские аборигены. 310 (78,7 % населения) человек указали, что исповедуют лютеранство.
На английском языке дома говорят 45 человек, то есть 11,5 %. Большинство населения, 184 человека (46,9 %), говорят дома на луритя.

## Искусство

### Papunya Tula
В 1970-х годах в Папуни возник новый художественный стиль, который к 1980-м годам начал привлекать национальное, а затем и международное внимание как значительное движение в искусстве коренных народов. Ведущими представителями стиля были Клиффорд Поссум Тяпалтярри, Билли Стокман Тяпалтярри, Каапа Тямпитьинпа, Тёрки Толсон Тюпуррула и Пэнси Напангари.
Сейчас центр движения находится в Алис-Спрингс и охватывает огромную территорию, простирающуюся до Западной Австралии, в 700 км к западу от Алис-Спрингс.

### Papunya Tjupi Arts
Papunya Tjupi Arts — общинная аборигенская художественная организация, которая появилась в 2007 году. На момент марта 2021 года, членами организации являлись около 150 художников, многие работы которых представлены на выставках и в галереях по всему миру.
Лидером центра искусств с 2009 года является член ордена Австралии Кумантье Якамара. Одним из известных членов является художница Дорис Буш Нунгаррайи.